# Pokla
Pokla é uma pequena vila/aldeia do Bloco Kamdara do distrito de Gumla do estado de Jharkhand, na Índia. Ele está localizado ao sul da sede do distrito Gumla e a 35 quilômetros da capital do estado de Ranchi.